# Cosmos 110
La Cosmos 110 (en ruso: Космос-110) fue una misión espacial del programa Vosjod con el objetivo de evaluar el efecto en organismos vivos de la permanencia en el espacio en vuelos de larga duración. 
Una nave Vosjod fue tripulada por dos perros: Veterok y Ugolyok (en ruso: Ветеро́к, ‘vientecito’ y Уголёк, ‘ámbar’). Fue lanzada desde el Cosmódromo de Baikonur por un cohete Vosjod/Soyuz el 22 de febrero de 1966 a las 20h 09 GMT y colocada en una órbita de 190 x 882 km y una inclinación de 51,9°. 
La cápsula Vosjod aterrizó el 16 de marzo de 1966 a las 19h 09 GMT, tras 22 días en órbita terrestre. Los dos animales fueron recuperados vivos y en buenas condiciones. Veterok y Ugolyok, con 22 días en el espacio, impusieron el récord vigente de duración de vuelo canino en órbita.